# Святой Фрукт
Фрукт (умер в 715 году) — отшельник из Сепульведы. День памяти — 25 октября.
Святой Фрукт, его брат Валентин и его сестра Энграция (Engratia) жили в Сепульвиде, Испания. Когда святые Валентин и Энграция были казнены мусульманами, святой Фрукт стал отшельником. Все трое почитаются святыми покровителями Сеговии. 